# Valldemosa
Valldemosa (catalansk: Valldemossa) er en by og kommune i det østlige Spanien på øen Mallorca i provinsen De Baleariske Øer. Den har et indbyggertal på 2.016 (2024) indbyggere.
Valldemosa er berømt for sit karteuserkloster fra begyndelsen af det 14. århundrede; på den tid boede forfatteren og filosoffen Ramon Llull i området.
I 1830’erne beslaglagde den spanske regering mange klostre, heriblandt karteuserklosteret i Valldemosa. Det blev siden hen solgt til private købere og har i tidens løb haft besøg af flere prominente gæster. Disse tæller den polsk-franske komponist Frédéric Chopin og den franske forfatterinde og feminist George Sand. Sand berettede om deres ophold på Mallorca i vinteren 1838-39 i sin bog En Vinter på Mallorca, hvori hun roste øens smukke natur, men samtidig rettede en kritik mod øens indbyggere, der – ifølge Sand – var ugæstfrie og fordomsfulde.
Senere var den nicaraguanske digter Rubén Darío gæst hos familierne Sureda y Montaner, der ejede det nedlagte karteuserkloster. I håb om at komme sine mareridt til livs prøvede Darío at sove på munkemaner, men på grund af sit drikkeproblem ragede han uklar med sine værter og endte med at forlade klosteret og Mallorca.
Også den argentinske forfatter Jorge Luis Borges boede i Valldemosa sammen med sine forældre og søsteren Norah, efter at 1. Verdenskrigs afslutning havde gjort dem i stand til at forlade Genève. Borges' nære venskab med den unge kunstner Jacobo Sureda Montaner, der var søn af maleren Pilar Montaner, var medvirkende til, at Borges hovedsageligt skrev på spansk.
Siden det 19. århundrede har Valldemosa vundet internationalt ry takket være ærkehertug Ludwig Salvator af Østrig, der var en respekteret forfatter og rejsende. Han havde et hjem på Mallorca og ejede store landområder på øen; disse havde han købt med henblik på naturbevaring.
- Karteuserklosteret fra begyndelsen af 14. århundrede.
- Husfacade.
- Chopins klaver i Valldemosas karteuserkloster.